# JNJ-7925476
JNJ-7925476 je antidepresiv klase trostrukih inhibitora ponovnog uzimanja koji je otkrilo preduzeće Džonson & Džonson, ali nikada nije plasiran na tržište.
Ovaj molekul su prvi pripremili Brus E. Marjanof i saradnici tokom kasnih 1970-ih – 1980-ih. Struktura je piroloizohinolinsko jezgro, sa benzhidrilnim motivom.

## Osobine
JNJ-7925476 je organsko jedinjenje, koje sadrži 20 atoma ugljenika i ima molekulsku masu od 273,372 .
| Osobina                  | Vrednost |
| ------------------------ | -------- |
| Broj akceptora vodonika  | 1        |
| Broj donora vodonika     | 0        |
| Broj rotacionih veza     | 1        |
| Particioni koeficijent ( | 4,9      |
| Rastvorljivost (logS, log(mol/L))       | -4,5     |
| Polarna površina (PSA, Å2)  | 3,2      |

## Literatura
- Hardman JG, Limbird LE, Gilman AG (2001). Goodman & Gilman's The Pharmacological Basis of Therapeutics (10. изд.). New York: McGraw-Hill. ISBN 0071354697. doi:10.1036/0071422803.
- Thomas L. Lemke; David A. Williams, ур. (2007). Foye's Principles of Medicinal Chemistry (6. изд.). Baltimore: Lippincott Willams & Wilkins. ISBN 0781768799.